# Strawberry Wine
Strawberry Wine è il quinto EP del gruppo musicale irlandese My Bloody Valentine, pubblicato nel 1987 dalla Lazy Records. È il primo album della band con la cantante Bilinda Butcher.
Nel 1989, venne ripubblicato, insieme al EP successore Ecstasy de 1987, nella raccolta Ecstasy and Wine.

## Tracce
Tutti i brani sono di Kevin Shields, eccetto dove indicato.
1. Strawberry Wine - 2:33
2. Never Say Goodbye - 2:37 (Shields/Debbie Googe/Colm Ó Cíosóig)
3. Can I Touch You - 3:35

## Formazione
- Kevin Shields - chitarra, voce
- Bilinda Butcher - chitarra, voce
- Colm Ó Cíosóig - batteria
- Debbie Googe - basso